# Világzene
A világzene gyűjtőnév azokra a zenei stílusokra jellemző, amelyek sem a klasszikus zenébe, sem a világ nagy részén elterjedt könnyűzenébe nem illeszthetőek be, és gyakran népzenei eredetűek. Leggyakrabban a szó szorosabb értelmében vett nyugati (elsősorban az angolszász) kultúrkörön kívül eső országok zenéjét nevezik így. A világzenei művekre jellemzőek az adott kultúrkör hagyományos, megkülönböztető elemei, illetve a jellegzetes hangszerek használata (például szitár). Maga a világzene elnevezés az 1980-as években terjedt el.
Bár a világzene kifejezést elsődlegesen népzenére használják, idetartoznak még a nyugati kultúrkörön kívüli kultúrák popzene jellegű számai is, valamint az olyan, nem európai eredetű zenei stílusok, amelyekre a harmadik világ zenéje is hatással volt (például afro-kubai zene).

## Képviselői Magyarországon
- A Köztársaság Bandája
- Apnoe – folk underground
- Balkan Fanatik
- Barbaro
- Besh o droM
- Bohemian Betyars
- Both Miklós
- Cirkusz-KA
- Chalaban
- Chalga
- Djabe
- Dzsinnkaladzsi
- Egy Kis Erzsi Zene
- Erik Sumo Band
- Ethnofil
- Etnofon
- Folk Error
- Folkfree
- Gandharvák
- Ghymes
- Goulasch Exotica
- Hollóének Hungarica
- Kerekes Band
- Korai Öröm
- Kormorán
- Lajkó Félix
- Makám
- Mitsoura
- Monchichi Potencial
- Napra
- Nikola Parov
- Nomada
- Palya Bea
- Parno Graszt
- PECA
- Sheket
- SHINE
- Titusz and The Carbonfools
- Tündérground
- Úzgin Űver
- Yava